# Nyolc hónap két órában
A Nyolc hónap két órában, avagy a szibériai menekültek (olaszul: Otto mesi in due ore, ossia Gli esiliati in Siberia) Gaetano Donizetti háromfelvonásos operája. A szövegkönyvet Domenico Gilardoni írta Sophie Ristaud Cottin Elisabeth; ou les Exilés de Sibérie című műve alapján. Ősbemutatójára 1827. május 13-án került sor a nápolyi Teatro Nuovóban. 1833-ban dolgozta át. Az átdolgozott szövegkönyvet Antonio Alcozer jegyzi. Ezt a változatot Livornóban mutatták be. 1838 és 1840 között Donizetti átdolgozta az operát a párizsi közönség számára. Az Élisabeth; ou la fille de l’exilé szövegkönyvét Adolphe de Leuven és Léon-Lévy Runswick írták. Ezt a változatot a zeneszerző életében nem mutatták be, egyik tanítványa, (Uranio Fontana) dolgozta át és vitte színre 1853-ban a Théâtre Lyrique-ben. Egyes zenetörténészek a francia változatot külön operaként tartják számon. A sokáig elveszettnek hitt mű részleteit 1984-ben és 1988-ban találták meg Londonban, a Royal Opera House dokumentumtárában. A rekonstruált művet 1997. december 16-án mutatták be a londoni Royal Festival Hall-ban, a címszerepben Rost Andreával. A rekonstruált francia változatot 2003. július 17-én mutatták be a Caramoor Nemzetközi Zenei Fesztiválon, az Egyesült Államokban. Magyarországon még nem játszották.

## Szereplők
| Szereplő                                                    | Hangfekvés   | Az ősbemutató szereposztása (1827) |
| ----------------------------------------------------------- | ------------ | ---------------------------------- |
| A cár                                                       | tenor        | Antonio Manzi                      |
| A marsall                                                   | basszus      | Giuseppe Fioravanti                |
| Stanislao Potoski gróf                                      | tenor        | Giuseppe Loira                     |
| Fedora grófné, Potoski felesége                             | mezzoszoprán | Signora Servoli                    |
| Elisabetta, a lányuk                                        | szoprán      | Caterina Lipparini                 |
| Maria, Elisabetta dajkája                                   | mezzoszoprán | Francesca Ceccherini               |
| Michele, Maria fia, az orosz kormány küldöttje              | basszus      | Gennaro Luzio                      |
| Ivano, egykori arisztokrata, ma hajóskapitány a Káma folyón | basszus      | Vincenzo Galli                     |
| Alterkan, a tatár horda vezére                              | basszus      | Raffaele Scalese                   |
| Orzak, tatár vezér                                          | tenor        | Giuseppe Papi                      |

## Cselekménye
Elisabetta (Erzsébet) apját Szibériába száműzték. Apja ártatlanságáról meggyőződve a lány nehéz megpróbáltatások árán Moszkvába gyalogol felmentést kérni. A Káma folyónál tatár seregek pusztítanak. A tatár vezérek, miután meggyőződtek a lány ártatlanságáról és erényességéről, barátjukká fogadják. Találkozik Ivanoval, aki apja száműzetéséért felelős, de ő is kegyvesztett lett, így hajóskapitány lett belőle a folyón. A marsall, aki szintén felelős volt a Potoski család száműzetésében, megpróbálja megakadályozni, hogy a lány a cár elé kerüljön, de nem jár sikerrel. Mire a lány a cár elé kerül, addigra az uralkodó kap egy levelet a küldöttjétől, Michelétől, amiben leírja, hogy a Potoski családot igazságtalanul száműzték. A cár megbocsát, és a család visszatérhet Moszkvába.